# Самоубийство
Самоубийство (или суицид – на латински: suicidium, от sui caedere, „да се убия“) е акт, при който човек умишлено причинява собствената си смърт. Самоубийството често се извършва от отчаяние, причината за което често се отдава на психично разстройство като депресия, биполярно разстройство, шизофрения, алкохолизъм или злоупотреба с наркотици и някои антидепресанти. Често роля играят фактори на стреса, финансови затруднения или проблеми в междуличностните отношения. Мерките за предотвратяване на самоубийствата включват ограничаване на достъпа до оръжия, лечение на психичните заболявания и злоупотребата с наркотици и подобряване на икономическото развитие.
Най-често използваният метод за самоубийство е различен в различните страни и отчасти е свързан с достъпа до различни средства. Най-често срещаните методи включват обесване, отравяне с пестициди и огнестрелни оръжия. Всяка година около 800 000 до един милион души умират в резултат на самоубийство, което го нарежда на 10-о място сред водещите причини за смърт в света. Самоубийствата са по-чести при мъжете, отколкото жените, като три до четири пъти е по-вероятно мъжете да се самоубият, отколкото жените. Изчислено е, че всяка година има 10 до 20 милиона опити за самоубийство без летален изход. Опитите са по-често явление сред младите хора и жените.
Възгледите за самоубийството са повлияни от широк кръг екзистенциални теми като религия, чест и смисъл на живота. Авраамическите религии по традиция смятат самоубийството за престъпление срещу Бога (грях) поради вярването в светостта на живота. През епохата на самураите в Япония сепуку е било смятано за средство за изкупление на провала или като форма на протест. Сати е погребална практика в хиндуизма, която сега е извън закона, при която от вдовицата се очаквало да се принесе в жертва на погребалната клада на съпруга си или по свое желание, или под натиска на семейството и обществото.
Докато по-рано самоубийството и опитът за самоубийство са били наказвани от закона, в повечето западни страни вече не е така. То остава криминално престъпление в повечето ислямски страни. През XX и XXI век, самоубийството под формата на саможертва се използва като средство за протест, а камикадзето и самоубийствените бомбени атентати се използват като военна или терористична тактика.

## Определения
Самоубийството, наричано още „завършено самоубийство“, е „акт на отнемане на собствения живот“. Опитът за самоубийство или нефаталното суицидно поведение е самонараняване с желанието да се сложи край на живота, което не завършва със смърт. Асистирано самоубийство има когато едно лице помага индиректно на друго да постигне собствената си смърт, като предостави съвет или средствата за целта. То се различава от евтаназията, при която друго лице приема по-активна роля допринасяща за смъртта на човек. Суицидната идеация е обмисляне на отнемането на собствения живот.

## Рискови фактори
Факторите, които повлияват риска от самоубийство включват психични заболявания, злоупотреба с наркотици, психологични състояния, културно, семейно и социално положение и генетична обремененост. Психичните заболявания и злоупотребата с психотропни вещества често съществуват успоредно. Останалите рискови фактори включват предишни опити за самоубийство, непосредствена наличност на средства за извършване на деянието, семейна история на самоубийства или наличие на травматично увреждане на мозъка. Установено е например, че броят на самоубийствата е по-голям в домакинства с огнестрелно оръжие, отколкото в домакинства без такова. Социално-икономически фактори като безработица, бедност, бездомност и дискриминация може да породят мисли за самоубийство. Около 15 – 40% от хората оставят предсмъртно писмо. Генетичните причини съставляват между 38 и 55% от факторите за суицидно поведение. При военните ветерани има по-голям риск от самоубийство, дължащ се отчасти поради по-честите случаи на психични заболявания и проблеми с физическото здраве, свързани с преживяваното по време на войната.

### Психични разстройства
Психичните разстройства често съпътстват самоубийството, като се проявяват при 27 до повече от 90% от случаите. При хората, приети в психиатрично заведение, рискът от успешен опит за самоубийство през целия им живот е 8,6%. Половината от всички хора, които умират при самоубийство, може да страдат от депресия. При наличието на такова разстройство или на някое от другите афективни разстройства като биполярно разстройство, рискът от самоубийство нараства 20 пъти. Други състояния свързани с това включват шизофрения (14%), разстройства на личността (14%), биполярно разстройство, и посттравматичен стрес. Около 5% от хората с шизофрения умират в резултат на самоубийство. Хранителните разстройства са друг високорисков фактор.
Историята на предишни опити за самоубийство е най-сериозната прогноза за успешно извършване на самоубийство. При приблизително 20% от самоубийствата е имало предишен опит и от тези, които са опитвали да се самоубият 1% успяват да го направят в рамките на една година, а повече от 5% извършват самоубийство след 10 години. Макар актовете на самонараняване да не се считат за опити за самоубийство, наличието на склонност към самонараняване е свързано с повишен риск от самоубийство.
При приблизително 80% от успешните самоубийства човекът е посещавал лекар в рамките на една година преди смъртта си, като 45% от хората са посещавали специалист в рамките на месец преди самоубийството. Между 25 и 40% от тези, които са извършили успешно самоубийство, са имали контакт със служби по психично здраве през предходната година.

### Употреба на психоактивни вещества
Злоупотребата с психоактивни вещества е вторият най-често срещан рисков фактор за самоубийство след тежката депресия и биполярното разстройство. Хроничната злоупотреба с психоактивни вещества и острата интоксикация са взаимно свързани. Когато е в комбинация с тежка загуба на близък човек рискът се повишава още повече. Освен това злоупотребата с психоактивни вещества е свързана с психични разстройства.
Когато извършат самоубийство, повечето хора са под въздействието на седативно-хипнотични вещества (като алкохол или бензодиазепини), като развит алкохолизъм има в между 15 до 61% от случаите. В страните, в които има по-висок процент на употреба на алкохол и по-голям брой питейни заведения, обикновено се отчита и по-голям процент на самоубийствата, като тази връзка се отнася по-скоро към употребата на дестилиран спирт, отколкото към общата употреба на алкохол. Около 2,2 – 3,4% от хората, лекувани за алкохолизъм през даден период от живота им, умират вследствие на самоубийство. Алкохолиците, които правят опит за самоубийство, обикновено са мъже, по-възрастни и вече са опитвали да се самоубият. Между 3 и 35% от смъртните случаи сред употребяващите хероин се дължат на самоубийство (приблизително 14 пъти повече, отколкото при тези, които не употребяват).
Злоупотребата с кокаин и метамфетамини има тясна връзка със самоубийството. При употребяващите кокаин рискът е най-голям през фазата на оттегляне от наркотика. При хората, които са използвали инхаланти също съществува значителен риск, като около 20% правят опит за самоубийство в даден момент, а повече от 65% го обмислят. Пушенето на цигари се свързва с риск от самоубийство. Няма много доказателства за това защо съществува тази връзка обаче има хипотеза, че хората, които са предразположени към пушене, са предразположени и към самоубийство, че пушенето предизвиква здравословни проблеми, които карат хората да изпитват желание да сложат край на живота си и че пушенето засяга химията в мозъка като причинява склонност към самоубийство. Канабисът обаче, приеман самостоятелно, явно не повишава този риск.

### Хазартна зависимост
Хазартната зависимост е свързана с повишена склонност към самоубийство и опити за това в сравнение с масовото население. Между 12 и 24% от патологичните комарджии правят опит за самоубийство. Процентът на самоубийствата сред техните съпруги е три пъти по-голям от този при масовото население. Други фактори, които увеличават риска при хазартно зависимите, включват психични заболявания, злоупотреба с алкохол и наркотици.

### Патологични състояния
Съществува връзка между склонността към самоубийство и физическите здравословни проблеми, в това число хронична болка, травматично увреждане на мозъка, рак, хемодиализа, ХИВ, лупус и други. Диагнозата рак приблизително удвоява последващия риск от самоубийство. Широкото разпространение на засилена склонност към самоубийство продължава и след коригиране на депресивни заболявания и злоупотреба с алкохол. При хората с повече от едно заболяване рискът е особено висок. В Япония здравословните проблеми се сочат като първостепенна причина за самоубийство.
Нарушения на съня като безсъние и сънна апнея са рискови фактори за депресия и самоубийство. В някои случаи нарушенията на съня могат да бъдат рисков фактор, независимо от депресията. Редица други заболявания могат да имат симптоми, подобни на разстройства на настроението, включително хипотиреоидизъм, Алцхаймер, мозъчни тумори, лупус, както и странични ефекти от редица лекарства (като например бета-блокери и стероиди).

### Психосоциални състояния
Редица психологически състояния повишават риска от самоубийство, в това число безнадеждност, загуба на насладата от живота, депресия и тревожност. Слабата способност за решаване на проблеми, загубата на уменията, които даден човек е имал и недостатъчният контрол на импулсите, също играят роля. При по-възрастните хора е важно усещането, че са в тежест на другите.
Скорошен стрес в живота, като например загуба на член на семейството или на приятел, загуба на работа или социална изолация (при хора, които живеят сами), също увеличават риска. Тези, които никога не са сключвали брак също са изложени на по-голям риск. Религиозната принадлежност може да намали риска от самоубийство за даден индивид. Това се дължи на негативното отношение, което много религии имат спрямо самоубийствата, както и на по-осезателното усещане за приобщаване, което религията може да даде. Мюсюлманите изглежда имат по-нисък процент на самоубийства сред религиозните хора.
Някои хора може да прибегнат до самоубийство, за да избегнат тормоз или предразсъдъци. История на сексуално насилие в детството и период, прекаран в приемни грижи също са рискови фактори. Смята се, че на сексуалното насилие се дължи около 20% от общия риск.
Еволюционното обяснение на самоубийството е, че то може да подобри функционалната ефективност. Това може да стане, ако лицето, което извършва самоубийство, не може да има повече деца и отнема ресурси от роднини, като продължава да живее. Обратно на това, смъртните случаи на здрави юноши вероятно не увеличават функционалната ефективност. Адаптацията към една много различна наследствена среда може да бъде неприспособима в текущата среда.
Бедността се свързва с риск от самоубийство. Увеличаването на относителната бедност в сравнение с тази около даден човек увеличава риска от самоубийство. Над 200 000 земеделски производители в Индия са извършили самоубийство от 1997 г. насам, което отчасти се дължи на проблеми, свързани с дългове. В Китай вероятността за самоубийство е три пъти по-голяма в селските, отколкото в градските райони, като това донякъде се обяснява с финансовите затруднения в тази част на страната.

### Медии
Медиите, в това число и интернет, играят важна роля. Начинът, по който те описват самоубийството може да има отрицателен ефект при голям брой очебийни, повтарящи се репортажи, които прославят или придават романтичен характер на самоубийството, като по този начин оказват голямо влияние. При даване на подробно описание на начин за самоубийство чрез специфични средства, този метод на самоубийство може да придобие по-голяма популярност сред масовото население.
Това задейства „лавина“ от самоубийства или подражателски самоубийства, известни като ефект на Вертер, по името на главния герой от произведението на Гьоте – „Страданията на младия Вертер“, който се самоубива. Този риск е по-голям при юноши, които могат да видят смъртта в романтична светлина. Оказва се, че докато новинарските медии имат значителен ефект, влиянието на развлекателните е съмнително. Противоположен на ефекта Вертер е предложеният ефект на Папагено, при който обхващането на ефективни механизми за справяне може да има защитен ефект. Терминът е наречен на герой в операта на Моцарт „Вълшебната флейта“, който се страхува от загубата на любим човек и е готов да се самоубие, но получава помощ от приятелите си. Ако медиите следват съответните указания за изготвяне на репортажи, рискът от самоубийство може да бъде намален. Постигането на консенсус с индустрия обаче може да бъде трудно, особено в дългосрочен план.

### Рационално самоубийство
Рационално самоубийство се нарича мотивираното отнемане на собствения живот, въпреки че някои смятат, че самоубийството никога не е логично. Актът на отнемането на нечий живот за благото на другите е известен като алтруистично самоубийство. Пример за това са по-възрастни хора, които сами отнемат живота си, за да оставят по-големи количества храна за по-младите хора в общността. В някои ескимоски култури това се приема като акт на уважение, смелост или мъдрост.
Самоубийствен атентат е политическо действие, при което атакуващият упражнява насилие срещу други, като разбира, че това ще доведе до собствената му смърт. Някои атентатори-самоубийци се опитват да постигнат мъченичество. Камикадзе мисии се извършват като дълг към по-висша кауза или като морално задължение. Убийство и самоубийство е акт на убийство, при който дадено лице убива един или няколко души, а после се самоубива в рамките на една седмица. Масови самоубийства често се извършват под социален натиск, при което членовете се поддават на автономното решение на лидера. Масови самоубийства, които могат да бъдат осъществени дори само от двама души, често се споменават като самоубийствен пакт.
При смекчаващи вината ситуации, при които продължаването на живота би било недопустимо, някои хора използват самоубийството като средство за бягство. Известно е, че някои затворници в нацистки концентрационни лагери са се самоубивали като умишлено са се допирали до електрическите огради.

## Методи
Водещите начини за самоубийство са различни в различните страни. Водещите методи в различните региони включват обесване, отравяне с пестициди и огнестрелни оръжия. Смята се, че тези разлики отчасти се дължат на достъпността на различните методи. Проучване в 56 държави установява, че обесването е най-честият метод в повечето от тях, което представлява 53% от случаите на самоубийство при мъжете и 39% от тези при жените.
В световен мащаб 30% от самоубийствата се извършват с пестициди. Използването на този метод обаче варира значително – от 4% в Европа до над 50% в тихоокеанския район. Той е също често срещан в Латинска Америка поради лесния достъп до пестициди сред земеделското население. В много държави свръхдозата от наркотици заема приблизително 60% от самоубийствата сред жените и 30% сред мъжете. Много от тях са непланирани и настъпват по време на остър период на амбивалентност. Смъртността варира при различните методи. При използване на огнестрелни оръжия тя е 80 – 90%, при удавяне е 65 – 80%, при обесване – 60 – 85%, при вдишване на автомобилни газове – 40 – 60%, при скачане от високи сгради 35 – 60%, при изгаряне на въглища – 40 – 50%, при използване на пестициди – 6 – 75%, при прием на свръхдоза лекарства 1,5 – 4%. Най-честите методи при опит за самоубийство се различават от най-честите успешни методи на самоубийство, като до 85% от опитите са чрез свръхдоза наркотици в развитите страни.
В Съединените американски щати 57% от самоубийствата включват използване на огнестрелни оръжия, като този метод се използва малко по-често от мъжете, отколкото от жените. Следващата най-честа причина е обесването при мъжете и самоотравяне при жените. Взети заедно тези методи представляват около 40% от самоубийствата в САЩ. В Швейцария, където почти всеки притежава огнестрелно оръжие, най-много самоубийства се извършват чрез обесване. Скоковете с цел самоубийство са често явление в Хонконг и Сингапур и съставляват съответно 50 и 80% от случаите. В Китай най-често срещаният метод е приемът на пестициди. В Япония самоизкормването, известно като сепуку или харакири все още се практикува, но обесването е най-често използваният метод.

## Патофизиология
Не е известна основна обединяваща патофизиология нито за самоубийствата, нито за депресията. Смята се обаче, че това се случва вследствие на взаимодействието на поведенчески, социално-екологични и психиатрични фактори.
Ниските нива на мозъчен невротрофичен фактор (BDNF) са едновременно пряко свързани със самоубийството и косвено свързани чрез ролята му при тежки форми на депресия, посттравматичен стрес, шизофрения и обсесивно-компулсивно разстройство. Аутопсиите установяват понижени нива на BDNF в амоновия рог и префронталния кортекс при хора с или без психиатрични разстройства. Смята се, че серотонинът, който представлява мозъчен невротрансмитер, е нисък при тези, които извършват самоубийство. Това отчасти се основава на данни за повишени нива на 5-HT2A рецептори, установени след смъртта. Други доказателства включват намалени нива на продукт от разпадането на серотонина, 5-хидроксииндолоцетна киселина, в гръбначно-мозъчната течност. Събирането на преки доказателства обаче е трудно. Смята се, че епигенетиката – науката за промените в гените в резултат на влиянието на факторите на околната среда, които не изменят основното ДНК, също играе роля при определянето на риска от самоубийство.

## Превенция
Превенцията на самоубийствата е термин, използван за общите усилия за намаляване на случаите на самоубийства чрез превантивни мерки. Ограничаването на достъпа до някои методи като огнестрелни оръжия или токсини води до намаляване на риска. Други мерки включват намаляването на достъпа до въглища и поставяне на прегради на мостовете и пероните в метростанциите. Лекуването на пристрастеността към наркотиците и алкохола, депресията и на хората, които в миналото са правили опит за самоубийство, също би могло да бъде ефективно. Някои предлагат намаляване на достъпа до алкохол като превантивна стратегия (като например чрез намаляване на броя на питейните заведения). Въпреки че горещите телефонни линии са често срещани, доказателствата, подкрепящи или оборващи тяхната ефективност, са недостатъчни. При младите пълнолетни лица, които са обмисляли самоубийство, когнитивната поведенческа терапия изглежда дава добри резултати. Икономическото развитие, което води до намаляване на бедността може да доведе до ограничаване броя на самоубийствата. Усилията за увеличаване на социалните връзки, особено при възрастните мъже, също биха могли да бъдат ефективни.

### Превантивен контрол
Няма достатъчно данни за ефекта от превантивния контрол на населението върху крайния брой самоубийства. Тъй като се оказва, че за голям процент от хората, които показват положителен резултат чрез този метод за проверка, няма риск от самоубийство, съществуват притеснения, че превантивният контрол може значително да увеличи изразходването на ресурси в областта на психичното здраве. Препоръчва се обаче оценъчна проверка на хората с висок риск. Задаването на въпроси относно склонността към самоубийство не показва увеличаване на риска.

### Психични заболявания
За хората с психични проблеми съществуват редица начини за лечение, които могат да намалят риска от самоубийство. Тези, които са активни в опитите си за самоубийство, могат да бъдат въдворени в заведения за психиатрична помощ доброволно или не. Обикновено им се отнемат принадлежностите, които биха могли да използват за самонараняване. Някои клиники карат пациентите да подписват договори за превенция на самоубийство, с които се съгласяват да не се нараняват, ако бъдат освободени. Доказателствата обаче не доказват значителен ефект от тази практика. Ако за даден човек има нисък риск, може да се организира извънболнично психично лечение. Не е установена по-голяма ефективност на краткосрочната хоспитализация в сравнение с обществените грижи за подобряване на резултатите при хората страдащи от гранично личностно разстройство, които са хронично склонни към самоубийство.
Съществуват известни доказателства, че психотерапията, по-специално диалектическата поведенческа терапия, намалява склонността към самоубийство при юношите, както и при хората с гранично личностно разстройство. Няма доказателства обаче за намаляване на броя на извършените самоубийства.
Съществуват противоречиви мнения за ползите и вредите от антидепресантите. При младите хора по-новите антидепресанти като селективните инхибитори на обратното захващане на серотонина изглежда увеличават риска от склонност към самоубийство от 25 на 1000 до 40 на 1000. При по-възрастните хора обаче те могат да намалят риска. Литият се явява ефективен за намаляване на риска при хора с биполярно разстройство и еднополюсна депресия до почти същите нива както при масовото население.

## Епидемиология
Приблизително 0,5 до 1,4% от хората приключват живота си чрез самоубийство. В световен мащаб към 2008 – 2009 г. самоубийството е на десето място сред причините за смъртност – на него се дължат около 800 000 до 1 000 000 смъртни случая годишно, което означава смъртност в размер на 11,6 на 100 000 души годишно. Броят на самоубийствата е нараснал с 60% от 70-те години на XX век до 2012 г., като този ръст се отбелязва преди всичко в развиващите се страни. На всяко самоубийство, завършващо със смърт, се падат между 10 и 40 опита за самоубийство.
Броят на самоубийствата варира в широки граници в различните страни и в течение на времето. Процентът смъртните случаи от самоубийство през 2008 г. е бил: Африка – 0,5%, Югоизточна Азия – 1,9%, Северна и Южна Америка – 1,2% и Европа – 1,4%. Процентни дялове при 100 000 души: Австралия – 8,6, Канада – 11,1, Китай – 12,7, Индия – 23,2, Обединено кралство – 7,6, Съединени щати – 11,4. Самоубийството се нарежда на десето място сред водещите причини за смъртност в Съединените щати през 2009 г. с около 36 000 случая за една година. В спешните отделения годишно попадат около 650 000 души защото са се опитали да се самоубият. Най-високи са нивата в Литва, Япония и Унгария. Страните с най-високи абсолютни стойности на броя на самоубийствата са Китай и Индия, на които се падат около половината от общия брой от случаите. В Китай самоубийствата се петата най-важна причина за смъртност.

### Пол
| |  |  |
| Брой на самоубийствата на 100 000 души, мъже (ляво) и жени (дясно) (данни от 1978 – 2008 г.) няма данни < 1 1 – 5 5 – 5,8 5,8 – 8,5 8,5 – 12 12 – 19 19 – 22,5 22,5 – 26 26 – 29,5 29,5 – 33 33 – 36,5 >36,5 |  |  |

В западния свят мъжете умират три до четири пъти по-често в резултат на самоубийство от жените, макар че жените правят четири пъти повече опити. Смята се, че причината за това е, че мъжете използват по-смъртоносни средства, с които да сложат край на живота си. Тази разлика е дори още по-очебийна при хората на възраст над 65 години, където десет пъти повече мъже прибягват до самоубийство от жените. Китай има един от най-високите проценти на самоубийство сред жените в света и е единствената държава, в която те са по-високи от тези при мъжете (коефициент 0,9). В Източното Средиземноморие броят на самоубийствата на мъже спрямо жени е почти еднакъв. Броят на самоубийствата при жените е най-висок в Южна Корея – 22 на 100 000, като броят им е висок в Югоизточна Азия и Западнотихоокеанския регион като цяло.

### Възраст
В много страни броят на самоубийствата е най-голям сред хората на средна възраст или сред по-възрастните. Абсолютният брой на самоубийствата обаче е най-голям при тези на възраст между 15 и 29 години, което се дължи на броя на лицата в тази възрастова група. В Съединените щати той е най-голям сред мъжете от европеидната раса на възраст над 80 години, макар че по-младите хора все по-често правят опити за самоубийство. Това е втората най-често срещана причина за смъртта сред юношите, като при младите мъже е на второ място само след смъртта вследствие на нещастни случаи. При младите мъже в развития свят самоубийството е причина за близо 30% от смъртността. В развиващите се страни нивата са сходни, но има по-малък дял от общия брой на смъртните случаи, заради високите нива на смъртни случаи от други видове травми. В Югоизточна Азия за разлика от други части на света, смъртните случаи в резултат на самоубийство са по-чести сред младите, отколкото сред по-възрастните жени.

## История
В Древна Атина самоубилите се без одобрението на държавата са били лишавани от всички почести на нормалното погребение. Самоубиецът е бил погребван сам в околностите на града без надгробен камък или плоча. В Древна Гърция и в Древния Рим самоубийството е било смятано за приемлив метод в случай на военно поражение. В Древния Рим, макар самоубийството първоначално да е било позволено, по-късно е било класифицирано като престъпление срещу държавата заради икономическите последствия от него. В указ издаден от Луи XIV през 1670 г. наказанието е било дори още по-тежко – тялото на починалия човек било разнасяно по улиците обърнато с лицето надолу и след това било обесвано или хвърляно на бунището. Освен това цялото имущество на човека било конфискувано. Исторически в християнската църква хората направили опит за самоубийство били отлъчвани, а онези, които умирали при опит за самоубийство, били погребвани извън осветените гробища. В края на XIX век във Великобритания опитът за самоубийство бил обявен за еквивалентен на опит за убийство и можело да бъде наказан с обесване. В Европа през XIX век гледната точка към самоубийството се променила и на него вече се гледало не като на грях, а като на причинено от лудост.

## Социални и културни аспекти

### Законодателство
В повечето западни страни самоубийството вече не е престъпление, каквото обаче то е било в повечето западноевропейски страни от Средновековието поне до началото на XIX век. Много ислямски държави го заклеймяват като криминално престъпление.
В Австралия самоубийството не е престъпление. Престъпление е обаче, ако някой съветва, подтиква или помага и насърчава някого да опита да се самоубие, като законът изрично позволява на всеки да използва „такава сила, каквато е нужно в границите на разумното“, за да попречи някому да се самоубие. В Северната територия в Австралия евтаназията е узаконена за кратко през периода от 1996 до 1997 г.
Нито една страна в Европа не гледа на самоубийството или на опита за самоубийство като на престъпление. Англия и Уелс го декриминализират чрез Закона за самоубийствата от 1961 г., а Република Ирландия – през 1993 г. Думата „извършвам“ е била използвана във връзка с това, че то е било незаконно, но много организации са сложили край на тази практика заради негативните конотации, които тя предизвиква.
В Индия самоубийството е незаконно и оцелялото семейство може да се сблъска с правни проблеми. В Германия активната евтаназия е незаконна и всеки присъствал на самоубийство може да бъде подведен под съдебна отговорност за неоказване на помощ при спешен случай. Швейцария предприе стъпки за легализиране на евтаназията за хора с хронични психически заболявания. Върховният съд в Лозана в съдебно решение от 2006 г. разреши на анонимно лице с дългогодишни психиатрични проблеми да сложи край на собствения си живот.
В Съединените щати самоубийството не е незаконно, но може да доведе до наказателна отговорност за онези, които се опитат да сложат край на живота си. Евтаназията е легализирана в щатите Орегон и Вашингтон.

### Религиозни виждания
В повечето течения на християнството самоубийството се смята за грях. Самоубийството е нарушаване на шестата Божия заповед „Не убивай“. Като посяга на живота си, самоубиецът в много отношения съгрешава тежко против Бога: своеволно се разпорежда с живота, който Бог му е дал и само Той може да го отнеме; не зачита Божия промисъл и творческия порядък; проявява престъпно малодушие и показва колко слаба е вярата му в Бога и надеждата му в Неговата милост и застъпничество; отказва се от по-нататъшно себеусъвършенстване и жизнен подвиг. Най-страшното е, че самоубиецът лишава себе си не само от земния, но и от вечния живот.
Според църковните разпоредби, за самоубийци не се отслужва опело и не се извършват приношения. Изключение се прави само за самоубиец, който е посегнал на живота си в състояние на умопомрачение, но свещеникът е длъжен внимателно да изследва и да провери случая, „понеже често пъти близките на пострадалия, които искат той да бъде удостоен с молитва, крият истината“ (Тимотей Александрийски, 14 правило).
Самоубийството обаче не е било смятано за грях във византийския християнски Corpus Iuris Civilis (Юстинианов кодекс) например.
Юдаизмът се фокусира върху важността на оценяването на човешкия живот и по този начин самоубийството е равносилно на отричане на Божията добрина на земята. Независимо от това в изключителни случаи, когато изглежда няма друг изход освен да бъдат убити или да бъдат принудени да изневерят на религията си, евреите са пристъпвали към лично самоубийство или към масово самоубийство (за примери виж Масада, Първо изгонване на евреите от Франция и Замъка Йорк), а като зловещо напомняне има дори една молитва в еврейската литургия, която гласи „когато ножът е опрян о гърлото“ и се отнася до онези, които умират, за да „осветят името Божие“ (виж мъченичество). Тези действия са получили нееднозначен отговор от еврейските власти като някои от тях са били смятани за примери за героично мъченичество, а други са осъждани като примери на погрешно отнемане на собствения живот в очакване на мъченичество.
В исляма самоубийството е недопустимо. В индуизма като цяло на самоубийството не се гледа с добро око и в съвременното индуистко общество то се смята за също толкова грешно, колкото и убийството на друг човек. Индуистките писания гласят, че онзи, който се самоубие, ще премине в света на духовете и ще се лута по земята до настъпването на времето, когато той би починал, ако не се беше самоубил. Индуизмът обаче приема правото на човека животът му да бъде прекратен чрез ненасилствено постене до смърт, наречено прайопавеса. Прайопавесата обаче е строго забранена за хора, у които не е останало никакво желание или амбиция за живот и които нямат никакви отговорности за остатъка от него. В джайнизма има подобна практика, наречена сантара. В индуисткото общество през средните векове сред вдовиците е била разпространена практиката сати или самопожертвувание.

### Философия
Възникват редица въпроси във връзка с философията на самоубийството, в това число какво представлява то, дали може да бъде разглеждано като разумен избор или не и проблемът за неговата морална допустимост. Философските аргументи по отношение на това дали самоубийството може да бъде морално приемливо или не варират от силно против (разглеждайки го като неетично и неморално) до разбирането му като свещено право на човека (дори и на млади и здрави лица), който вярва, че разумно и напълно съзнателно е достигнал до решението да сложи край на собствения си живот.
Сред противниците на самоубийството са християнски философи като Августин Блажени и Тома Аквински, Имануел Кант и Джон Стюарт Мил, но последното е доста спорно. Мил се съсредоточава върху важността на свободата и независимостта и това означава, че той отхвърля възможности за избор, които не биха позволили на човека да взема самостоятелни решения в бъдеще. Други разглеждат самоубийството като напълно нормален въпрос на личен избор. Поддръжниците на тази позиция настояват, че никой не бива да бъде принуждаван да страда против собствената си воля, особено при неизлечима болест, умствено заболяване или старост, при които няма никаква възможност за подобряване. Те отхвърлят убеждението, че самоубийството винаги е неоправдано, като изтъкват контрааргумента, че то може да бъде основателно последно средство за подложените на значителна болка или травма. По-силна позиция би изтъкнала аргумента, че на хората трябва да им бъде позволено самостоятелно да избират дали да умрат, независимо дали страдат, или не. Сред изтъкнатите поддръжници на тази научна школа са шотландският емпирик Дейвид Хюм и американският биоетик Джейкъб Епъл.

### Защита
Самоубийството е оправдавано в много култури и субкултури. Японските сили за самоотбрана по време на Втората световна война са насърчавали и възхвалявали атаките на камикадзе, които са представлявали самоубийствени атаки на военни пилоти от Японската империя срещу корабите на Антихитлеристката коалиция в заключителните етапи на Тихоокеанската кампания през Втората световна война. Японското общество като цяло е било описвано като „толерантно“ към самоубийствата (виж Самоубийството в Япония).
Търсенето на информация за самоубийството в интернет показва уебстраници, които в 10 – 30% от случаите насърчават или подпомагат опитите за самоубийство. Съществува известно безпокойство, че такива сайтове могат да тласнат предразположените да прекрачат границата. Някои хора създават самоубийствени пактове онлайн или с вече съществуващи приятели, или с хора, които са срещнали в чатовете или в интернет форумите. Интернет обаче може също така да помогне за предотвратяване на самоубийството чрез осигуряване на социална среда на изолираните.

### Места
Някои забележителности са станали известни заради високия брой опити за самоубийство. Сред тях са мостът Голдън Гейт, японската гора Аокигахара, Бийчи Хед в Англия, и виадуктът Принц Едуард в Торонто.
От неговото построяване през 1937 до 2010 г. от моста Голдън Гейт Бридж са скочили и са се самоубили повече от 1300 души. На много места, където често стават самоубийства, са изградени прегради, за да ги препятстват. Сред тях са Сияещият воал в Торонто, и преградите на Айфеловата кула в Париж и Емпайър Стейт Билдинг в Ню Йорк. През 2011 г. в строеж е била и преграда на моста Голдън Гейт. Като цяло изглежда, че те са много ефективни.

## Други биологични видове
Тъй като самоубийството изисква предумишлен опит някой да умре, според някои това не може да се каже за живи същества, различни от човека. Самоубийствено поведение е било наблюдавано при салмонелата, опитваща се да победи конкурентните бактерии като предизвиква реакция на имунната система срещу тях. Изграждане на самоубийствени прегради от работничките е наблюдавано при бразилските мравки Forelius pusillus, където малка група мравки напуска сигурността на гнездото след като всяка вечер запечатва входа отвън.
Когато граховата листна въшка е заплашена от калинка, тя може да експлодира, разпръсквайки и защитавайки себеподобните си, понякога дори убивайки калинката. Някои видове термити имат войници, които експлодират, покривайки враговете си с лепкаво вещество.
Има пословични примери за самоубиващи се кучета, коне и делфини, макар и доказателствата за това да са недостатъчно убедителни. Самоубийствата сред животните са слабо проучени от науката.

## Забележителни примери
Пример за масово самоубийство е религиозното самоубийство в „Джоунстаун“ през 1978 г., при което 918 членове на Храма на народите – американски култ, оглавяван от Джим Джоунс сложили край на живота си като пили от гроздова напитка Флейвър Ейд „подправена“ с цианид. Повече от 10 000 японски цивилни са се самоубили през последните дни на Битката за Сайпан през 1944 г., някои от които са скочили от „Скалата на самоубийците“ и скалата Банзай.
Гладните стачки от 1981 г. в Ирландия, оглавявани от Боби Сандс, са довели до смъртта на 10 души. Причината за смъртта е била записана от следователя като „гладуване, самопричинено“, вместо като самоубийство – това е било променено просто на „гладуване“ в смъртните актове след протести от страна на семействата на загиналите в гладната стачка. Ервин Ромел по време на Втората световна война е знаел предварително за заговора от 20 юли и опита за убийство на Хитлер и е бил заплашен с открит съдебен процес, смъртно наказание и репресии срещу семейството му, освен ако не се самоубиел.
Самоубийството (на латински: sui caedere, да убиеш сам себе си) е доброволният, съзнателен акт, с който някой (човек или друго живо същество) отнема собствения си живот.
В повечето религии то е разглеждано като грях, а в много средства за масово осведомяване по света е забранено дори да се споменава. В християнството образът на самоубиеца е Юда Искариотски – апостолът, предал Христос.
Често самоубийствата са плод на депресия. Интересен е фактът, че мъжете се самоубиват по-често, отколкото жените. В Европа най-разпространени са самоубийствата в Русия, Словения, Унгария, Финландия и Прибалтийските страни. Извън Европа водещите страни са Казахстан и Япония.

## Методи за самоубийство
Главните начини за извършване на самоубийства са различни за различните страни. Подобни начини включват бесене, отравяне с пестициди и огнестрелно оръжие. В света 30% от самоубийствата се извършват с отрова против насекоми. Употребата им обаче се движи между 4% в Европа до повече от 50% в Тихоокеанския регион. В САЩ 52% от самоубийствата включват огнестрелно оръжие. Задушаването и отравянето също са често срещани. Заедно те представляват около 40% от самоубийствата в САЩ. Други начини включват травма от директен удар (например скачане от висока сграда или мост, скачане през прозореца, заставане пред влак или автомобилна катастрофа). Прерязването на гърлото, вените на китката или други области с цел кървене до смърт, умишлено удавяне, самозапалване, пускане на електричество и умишлен глад са сред другите методи. В отделни случаи се среща и умишлено предизвикване на друго лице да извърши убийство.
Дали излагането на самоубийство (на близки например) е рисков фактор за самоубийство остава неразрешен въпрос. През 1996 г. е проведено проучване, което не открива връзка между самоубийствата сред приятели, докато през 1986 г. друго проучване открива нарастване на самоубийствата след телевизионното излъчване на свързани с темата истории.

## Предотвратяване
Предотвратяване на самоубийство е събирателен термин за всички видове усилия на местни граждански организации, практикуващи лекари по умствени разстройства и други професионалисти да намалят разпространението на самоубийствата чрез предотвратяване и дейни мерки. Един от първите центрове за професионално изследване по темата е основан през 1958 г. в Лос Анджелис.

## Разпространение
Самоубийството се нарежда на десето място като причина за смърт в света с около милион души на година. Според данните от 2005 г. самоубийствата в САЩ надвишават убийствата почти 2 към 1 и са на 11-о място пред чернодробни болести и Паркинсон. В света самоубийствата са се увеличили с 60% за последните 50 години и то най-вече в слабо развитите държави.
Наблюдава се неравномерно разпределение на случаите на самоубийство в света, като Азия е водеща с 60% от всички самоубийства. Според Световната здравна организация само в Китай, Индия и Япония се извършват 40% от всички самоубийства в света.
В САЩ самоубийствата се увеличават за пръв път от едно десетилетие. Това увеличение в общия брой самоубийства се наблюдава между 1999 и 2005 г. и се дължи основно на увеличения брой на самоубийства между белите на възраст 40 – 64 г., като белите жени на средна възраст имат най-голямо годишно увеличение.

### Пол
В Западния свят мъжете се самоубиват много по-често, отколкото жените, макар че жените по-често се опитват да се самоубият. Според лекари и медицински лица това се дължи на факта, че е по-вероятно мъжете да използват ефективни насилствени методи, за да прекратят живота си, докато жените най-често използват по-тежки и по-малко болезнени методи като свръхдоза лекарства.

В „Затъмнението: Самоубийствен мемоар“ авторката Антонела Гамбото-Бърк съобщава, че на Запад мъжете на средна възраст представляват най-големия дял самоубийци (40% от всички самоубийства). Тя добавя: 
| „ | Нещата, които предизвикват самоубийство, са най-вече раздяла, безработица, дълг. Мъжкият пол определя себе си чрез дейно завладяване... При отстраняване на източника на тяхното самоуважение те изоставят всякаква емоционална независимост. (Завладяването включва две страни все пак.) Мъжът не се чувства мъж без партньор, сътрудничество, отбор. Мъжеството е игра, която се играе на терена на противоположностите. От това следва, че мъжкото чувство за себестойност се разпада, когато Другият отсъства. | “ |

### Употреба на алкохол и наркотици
В Съединените щати 16,5% от самоубийствата са свързани с алкохол. Вероятността алкохолиците да се самоубият е от 5 до 10 пъти по-голяма, докато използването на наркотици увеличава риска 10 – 20 пъти. Около 15% от алкохолиците се самоубиват и около 33% от самоубийците на възраст под 35 има първоначална диагноза алкохолизъм или злоупотреба с други подобни вещества. Над 50% от всички самоубийства са свързани с наркотична или алкохолна зависимост. При младежките самоубийства алкохолът или наркотиците играят роля в 70% от случаите.

## Места
Някои географски забележителности стават известни с високите равнища на самоубийствени опити. Четирите най-известни места в света (според броя самоубийци) са Голдън Гейт Бридж в Сан Франциско, Виадукта Принц Едуард в Торонто (преди поставянето на антисамоубийствената мрежа, наречена Светлото було), гората Аокигахара около планината Фуджи, Япония и Бийчи Хед в Източен Съсекс, Англия. През 2005 г. броят на самоубийците, скочили от Голдън Гейт Бридж, надхвърля 1200 от построяването му през 1937 г. През 1997 г. от Виадукта Принц Едуард скача по един самоубиец средно на всеки 22 дни. През 2002 г. в гората около планината Фуджи са намерени рекорден брой тела – 78, надвишавайки предишния рекорд от 73 през 1998 г. Броя на самоубийствата на тези места е толкова висок, че се поставят множество знаци, придумващи потенциалните самоубийци да потърсят помощ.

## Известни личности, завършили живота си със самоубийство

### По света
- Адолф Хитлер, политически лидер
- Ервин Ромел,фелдмаршал
- Валтер Модел, фелдмаршал
- Херман Гьоринг,Райхсмаршал
- Бруно Бетелхайм, психолог
- Валтер Бенямин, литературовед
- Винсент ван Гог, художник
- Вирджиния Улф, писателка
- Владимир Маяковски, поет
- Джек Лондон, писател
- Жил Дельоз, философ
- Зигмунд Фройд, психолог
- Иън Къртис, музикант, поет
- Клеопатра, египетска царица
- Крис Корнел, рок музикант
- Курт Гьодел, математик, логик
- Кърт Кобейн, рок музикант
- Майкъл Хътчънс, рок музикант
- Марина Цветаева, поетеса
- Марк Антоний, римски държавник
- Паул Целан, поет
- Примо Леви, писател, химик
- Райнер Вернер Фасбиндер, режисьор
- Ромен Гари, писател
- Салвадор Алиенде, политик
- Сенека, философ
- Сократ, философ
- Сергей Есенин, поет
- Силвия Плат, поетеса
- Стефан Цвайг, писател
- Франсоа Вател, кулинар
- Шандор Марай, писател
- Ърнест Хемингуей, писател
- Юкио Мишима, писател

### В България
- Пейо Яворов
- Ангел Кънчев
- Димитър Бояджиев
- Пеньо Пенев
- Петя Дубарова
- Веселин Андреев

## Герои в изкуството, завършили живота си със самоубийство
- Антигона
- Ана Каренина
- Лейди Макбет